# Harvey Lembeck
Harvey Lembeck (* 15. April 1923 in Brooklyn, New York; † 5. Januar 1982 in Los Angeles, Kalifornien) war ein US-amerikanischer Schauspieler, der vor allem komödiantische Rollen gespielt hat.

## Karriere
Harvey Lembeck begann seine Karriere bereits als 17-Jähriger auf der Weltausstellung 1939/40 in New York, als er dort in einem Duo bei Tanzvorführungen auftrat. Nach dem Zweiten Weltkrieg studierte er in New York und ließ sich zunächst als Radiokünstler ausbilden, entschied sich dann aber doch für das Bühnenfach. Kurz nach seinem Studium bekam er eine Rolle in dem Broadwaystück Mr. Roberts, das drei Jahre lang aufgeführt wurde.
In der ersten Besetzung des Bühnenstücks Stalag 17, das 1951 Premiere feierte, stand er über 400 Mal in der Rolle des Harry Shapiro auf der Bühne. 1953 wurde er mit seinem Partner Robert Strauss auch für die gleichnamige Verfilmung von Billy Wilder engagiert. Bis zu seinem Tod spielte er in zahlreichen Film- und Fernsehproduktionen. Eine seiner bekanntesten Rollen war die des übermäßig selbstbewussten Motorradfahrers Eric Van Zipper, den er in einigen Teenager- und Strandkomödien in den 1960er-Jahren spielte.

## Privatleben
Harvey Lembeck heiratete Caroline Dubs, die schon bei den Tanzvorführungen auf der Weltausstellung seine Tanzpartnerin war. Er ist der Vater von Schauspieler und Regisseur Michael Lembeck und Schauspielerin Helaine Lembeck. Der 58-jährige Schauspieler starb im Januar 1982 unerwartet an einem Herzinfarkt am Set der Serie Mork vom Ork, in der er eine Gastrolle verkörperte. 

## Filmografie (Auswahl)
- 1951: You’re in the Navy Now
- 1951: Froschmänner (The Frogmen)
- 1953: Frauen in der Nacht (Girls in the Night)
- 1953: Stalag 17
- 1954: Die siebente Nacht (The Command)
- 1955–1959: The Phil Silvers Show (Fernsehserie, 143 Folgen)
- 1956: Feuertaufe (Between Heaven and Hell)
- 1961: Der Held der Etappe (The Last Time I Saw Archie)
- 1961: Ganoven gehen an Bord (Sail a Crooked Ship)
- 1962: Preston & Preston (The Defenders; Fernsehserie, 1 Folge)
- 1962–1963: Ensign O’Toole (Fernsehserie, 35 Folgen)
- 1963: Beach Party
- 1963: Verliebt in einen Fremden (Love with the Proper Stranger)
- 1964: Goldgräber-Molly (The Unsinkable Molly Brown)
- 1964: Pyjama-Party (Pyjama Party)
- 1965: Solo für O.N.K.E.L. (The Man from U.N.C.L.E.; Fernsehserie, 1 Folge)
- 1966: Erbschaft um Mitternacht (The Ghost in the Invisible Bikini)
- 1966: Morgen holt euch der Teufel (Fireball 500)
- 1968: Ihr Auftritt, Al Mundy (It Takes a Thief; Fernsehserie, 1 Folge)
- 1971: Die Partridge Familie (The Partridge Family; Fernsehserie, 1 Folge)
- 1977: …die keine Gnade kennen (Raid on Entebbe)
- 1978: CHiPs (Fernsehserie, 1 Folge)
- 1980: The Gong Show Movie
- 1981/1982: Mork vom Ork (Mork & Mindy; Fernsehserie, 2 Folgen)